# Setmana i Fira de la Rehabilitació
La Setmana de la Rehabilitació és una setmana d'activitats tècniques, comercials i de divulgació ciutadana destinades a promoure l'activitat de la rehabilitació. És una activitat que lidera i organitza el Col·legi d'Aparelladors, Arquitectes Tècnics i Enginyers d'Edificació de Barcelona (CAATEEB) i que té lloc un cop a l'any.
La Setmana de la Rehabilitació vol ser una acció que arribi als professionals, a tots els agents del sector i al ciutadà. Per una banda convoca als professionals, com aparelladors, arquitectes, enginyers, restauradors, decoradors, administradors de finques, APIs, empreses constructores, promotors, sector hoteler, turístic i del patrimoni, etc. I per l'altra banda, als representants d'ajuntaments i altres administracions.
Així mateix, la Setmana de la Rehabilitació vol ser una cita útil per als ciutadans, propietaris individuals i representants de comunitats de propietaris, on trobin l'assessorament, els professionals i les empreses que els poden oferir les millors garanties a la seva rehabilitació. Per aquesta raó es duen a terme a diferents espais activitats de caràcter tècnic, conferències, jornades, xerrades, exposicions i altres, orientades als professionals. D'altra banda, sota el marc de la Setmana de la Rehabilitació, té lloc la Fira de la Rehabilitació, una fira popular dirigida a la ciutadania, amb estands d'empreses de rehabilitació i diverses activitats socials.